# Piel de Lobo
Piel de Lobo va ser una sèrie de còmics en format de quadern d'aventures, obra del guionista Juan Antonio de Laiglesia i el dibuixant Manuel Gago, publicat originalment per la valenciana Editorial Maga el 1959. Se'n varen publicar un total de 90 números, i dos almanacs el 1960 i el 1961, aquest últim compartit amb Rayo de la Selva i amb el títol Almanaques unidos 1961.

## Trajectòria editorial
"Piel de Lobo" va ser tot un èxit de vendes, incloent-hi també una historieta inèdita, amb el títol d'El País del Terror, en els números 13 al 17 de la revista "Pantera Negra".
El 1980 Editorial Valenciana va començar a reeditar la sèrie en un format de 26 x 18 cm i a tot color, però no va superar el número 20.
Argument
Ambientada en un principi a la Prehistòria, igual que Purk, "el hombre de piedra" (1950), també del mateix dibuixant, aviat va derivar cap a un bestiari dels éssers mitològics més diversos.
Valoració
"Piel de Lobo" sobresurt, de tot el còmic clàssic espanyol, per la seva desbordant fantasia, malgrat les trames i els dibuixos molt descuidats, com a conseqüència del seu accelerat ritme de producció.